# Scott Speed
Scott Speed (n. 24 ianuarie 1983 ) este un pilot de curse auto american ce a concurat în Campionatul Mondial de Formula 1 pentru echipa Scuderia Toro Rosso.

## Cariera în Formula 1
| Sezon | Echipă              | Puncte      | Loc clasament general |
| ----- | ------------------- | ----------- | --------------------- |
| 2005  | Red Bull Racing     | Pilot teste | -                     |
| 2006  | Scuderia Toro Rosso | 0           | -                     |
| 2007  | Scuderia Toro Rosso | 0           | -                     |

## Cariera în IndyCar
| Sezon | Echipă        | Puncte | Loc clasament general |
| ----- | ------------- | ------ | --------------------- |
| 2011  | Dragon Racing | 0      | -                     |